# Archikatedra św. Jana Chrzciciela we Wrocławiu
Archikatedra św. Jana Chrzciciela we Wrocławiu (niem. Breslauer Dom, Kathedrale St. Johannes des Täufers) – rzymskokatolicki gotycki kościół parafialny, a także katedralny biskupów wrocławskich zlokalizowany na wrocławskim Ostrowie Tumskim przy placu Katedralnym.
Obecna, czwarta katedra pochodzi zasadniczo z okresu gotyku, z XIII–XIV w. Poprzedzały ją jednak 3 inne kościoły znajdujące się w tym samym miejscu. Obecny kształt jest efektem barokowych uzupełnień oraz współczesnych restauracji po zniszczeniach wojennych. Uchodzi za pierwszą w pełni gotycką świątynię na ziemiach polskich.

## Historia

### Pierwszy kościół

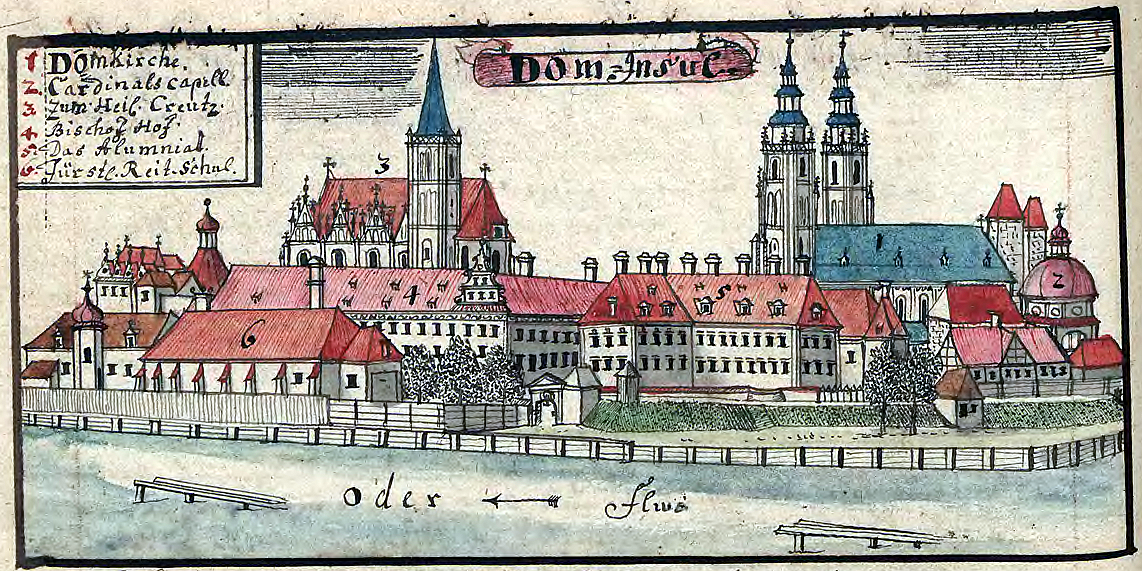
XVIII-wieczny widok na Ostrów Tumski

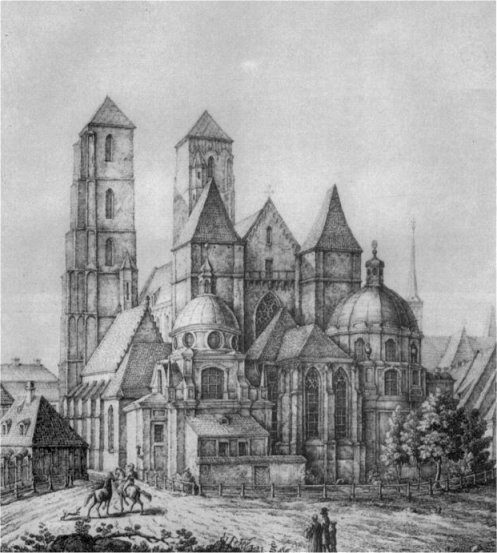
Elewacja wschodnia katedry (II poł. XVIII w.)

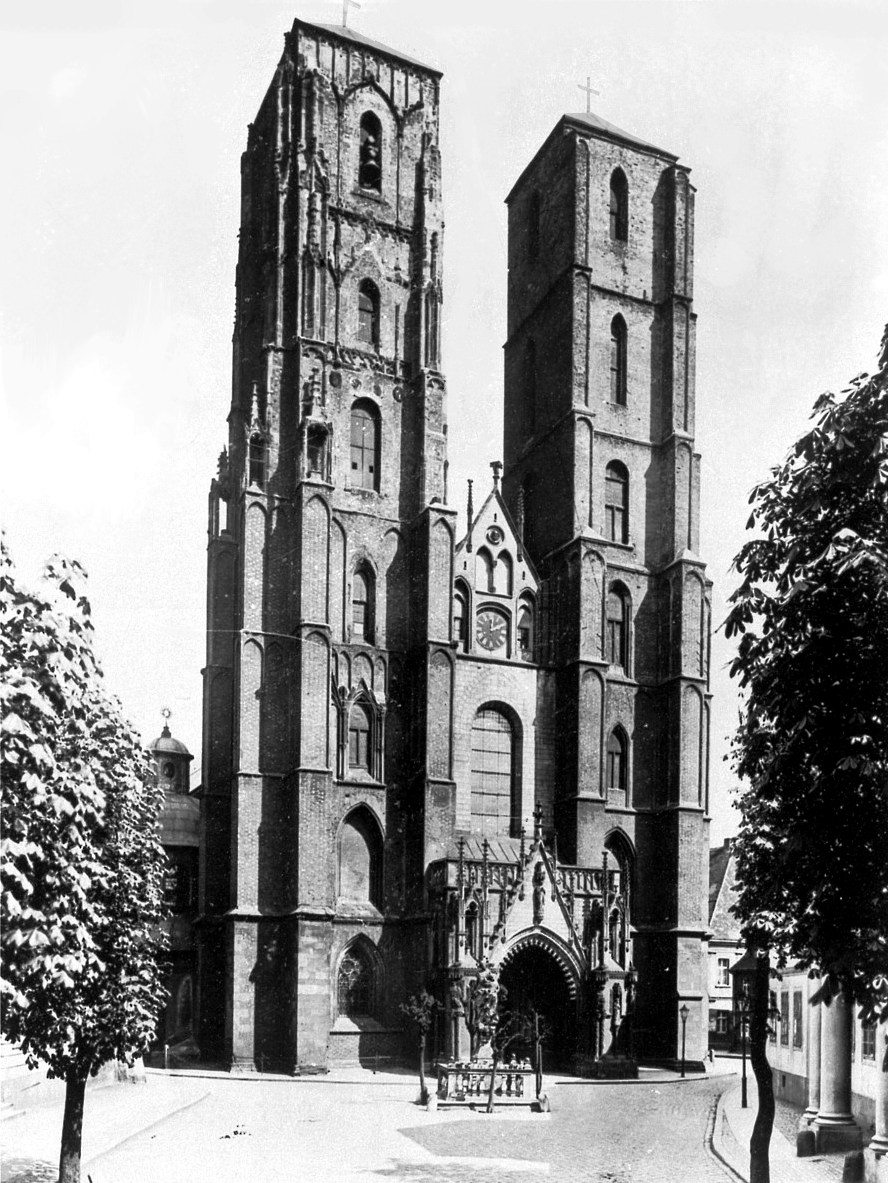
Katedra (przeł. XIX/XX w.)

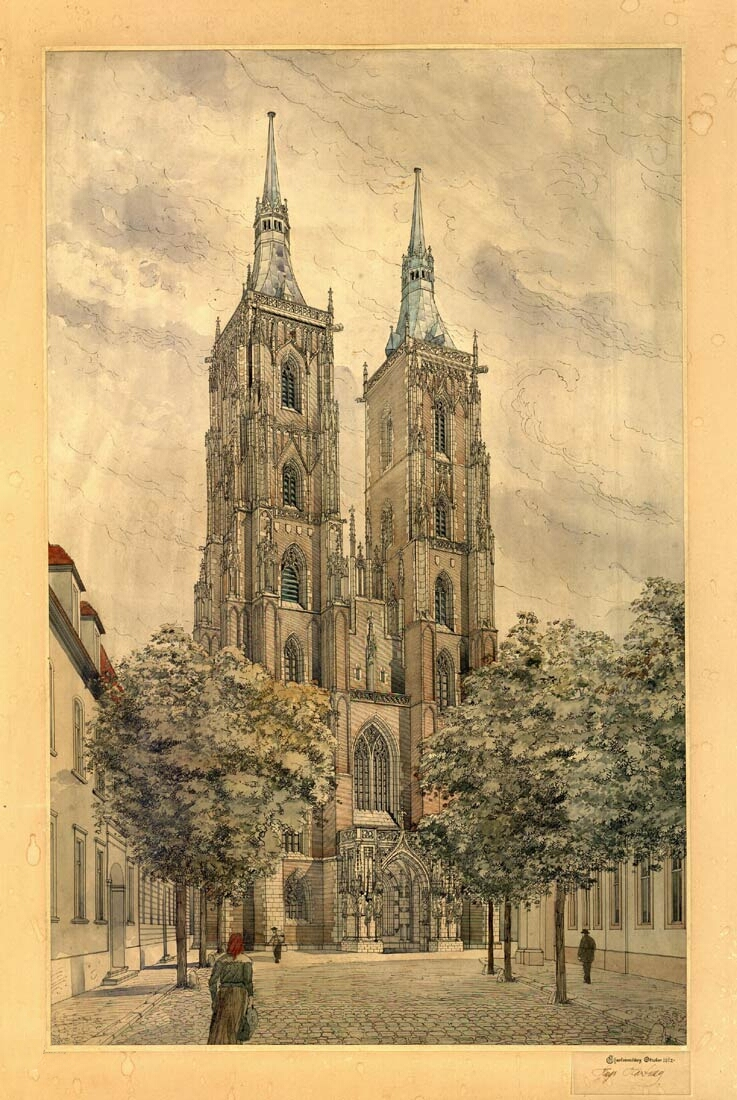
Projekt renowacji katedry według Hugona Hartunga (ok. 1910)

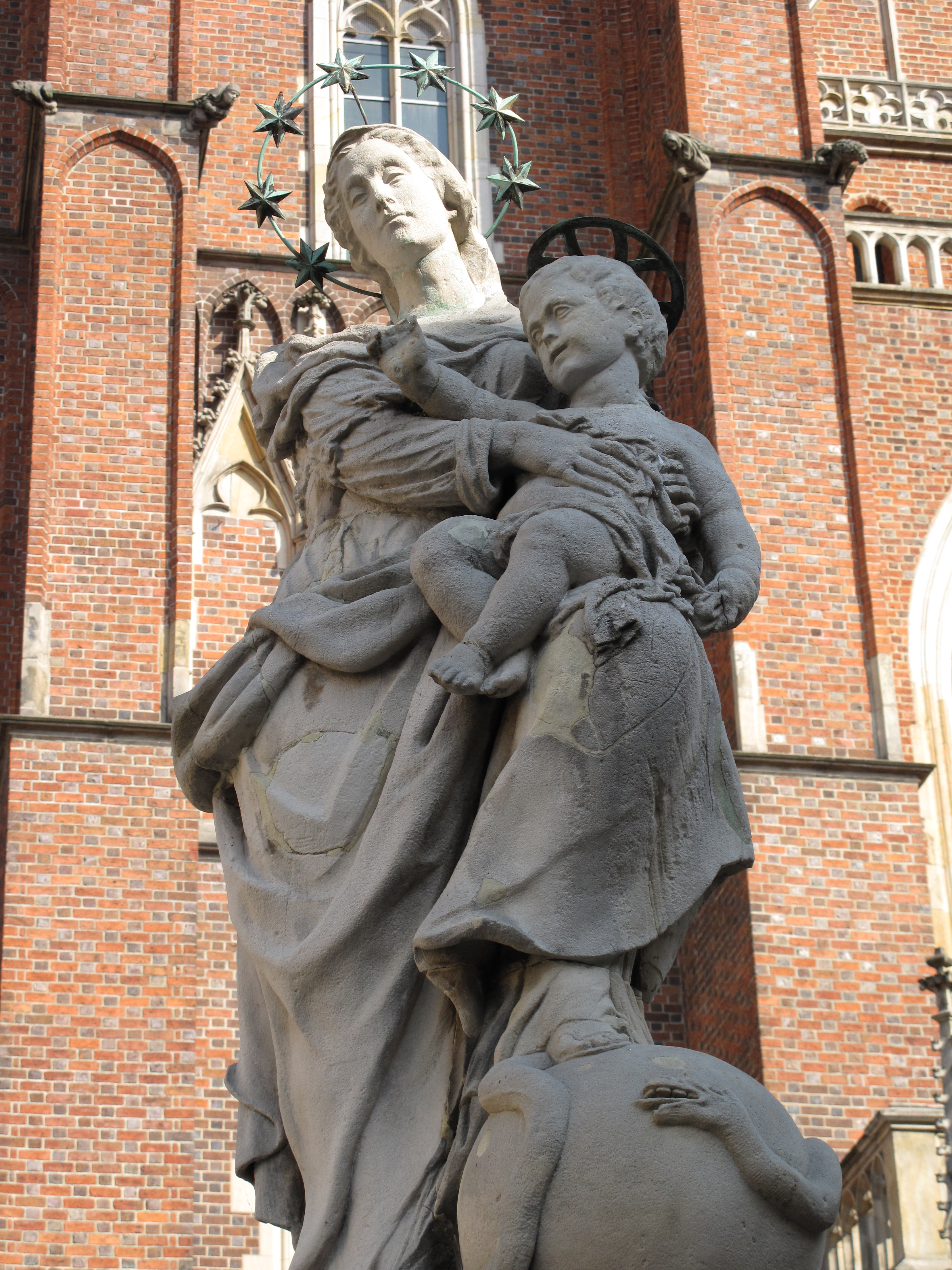
Statua Madonny z Dzieciątkiem przed głównym wejściem do katedry. Madonna ma wieniec z siedmiu gwiazd, a nogami depcze węża

Zdaniem Edmunda Małachowicza pierwszy z przedromańskich kościołów wrocławskich miał szerokość nawy ok. 6,5 m i długość łącznie z absydą ok. 13 m. Domniemany obiekt był uchwycony jedynie na podstawie badań georadarowych i dlatego zarówno datowanie, jak i kształt tej budowli są przedmiotem naukowej dyskusji. Drugim chronologicznie kościołem we Wrocławiu miał być jednonawowy kościół z transeptem. Jego rekonstruowane wymiary to ok. 25 m długości. Rekonstrukcja planu kościoła budzi wątpliwości ze względu na charakter odkrytych fragmentów w postaci zaledwie dwóch strzępiów murów (z prawej części prezbiterium i prawej części transeptu domniemanego kościoła), które nie zachowują lica z obu stron, oraz trzy fragmenty negatywów po wybranych fundamentach. W związku z tym podawane są w wątpliwość zbyt daleko idące hipotezy dotyczące kształtu tego kościoła, jego ewentualnego fundatora oraz datowanie.

### I katedra Chrobrego
Po 1000 w związku z założeniem biskupstwa i w czasie wzmożonej aktywności budowlanej obiektów sakralnych w Europie po roku jubileuszowym pierwszy kościół zastąpiono większą budowlą przedromańską w formie trójnawowej bazyliki filarowej ze sklepioną kryptą o czterech filarach i wieżami w części wschodniej. Za jej fundatora uznaje się księcia Bolesława Chrobrego, dzięki jego staraniom erygowano diecezję wrocławską. Długość katedry wynosiła 33,5 m przy szerokości 18 m. Na podstawie wydobytych detali (m.in. baza półkolumny) wiadomo, że posiadała dekorację rzeźbiarską. Odnaleziony w rejonie katedry fragment wydatnej belki pochodzący prawdopodobnie z więźby dachowej tej katedry datuje się na rok 1004. Ta pierwsza katedra została ograbiona i uległa zniszczeniu w czasie reakcji pogańskiej i najazdu czeskiego księcia Brzetysława I w latach 1038–1039, a na jej miejscu powstała świątynia pogańska. Biskupi wrocławscy przebywali w tym czasie wedle przekazów w Smogorzowie i Ryczynie.

### II katedra Odnowiciela
W końcu XI w. z inicjatywy księcia Polski Kazimierza Odnowiciela zbudowano nową katedrę. Świątynia nieco przesunięta wobec poprzedniej katedry, była utrzymana w formach wczesnoromańskich, trójnawowa z krótkim transeptem, posiadała jednonawowe prezbiterium zamknięte apsydą, pod którym mieściła się trójnawowa sklepiona krypta. Zapewne druga katedra była bezwieżowa, a jej wnętrze przestropowane. Do dziś z tej katedry zachowały się tylko nieliczne detale kamienne (np. baza przyścienna), gdyż dużą część budulca wykorzystano przy budowie kolejnej katedry.

### III katedra walterowska
Budowę okazalszej, romańskiej już katedry dla biskupstwa wrocławskiego podjął na wrocławskim Ostrowie Tumskim w 1158 biskup Walter z Malonne z wykorzystaniem znacznej części murów poprzedniego kościoła. Wyolbrzymiająca zasługi Waltera wzmianka o zastąpieniu przez niego katedry drewnianej murowaną stała się podstawą do późniejszych domniemywań na temat pierwszej, drewnianej katedry. Dwuwieżową, trójnawową bazylikę z transeptem ukończono w 1180, a poświęcił ją biskup Żyrosław II. Rzut katedry Walterowskiej i jej formę przestrzenną można zrekonstruować nie tylko na podstawie wyników wykopalisk, lecz również z pierwszego znanego źródła ikonograficznego na temat wrocławskiej katedry, a mianowicie pieczęci biskupa Żyrosława. Katedra Walterowska stanowiła przekształcenie katedry Odnowiciela, znacznie pogrubiono mury i przesklepiono nawy, zaś od zachodu wzniesiono nowe wieże. Elewacje wykonane były z wielkoformatowych bloków z białego wapienia i urozmaicone licznym detalem z czerwonego piaskowca. Widoczne są analogie do ówczesnej katedry w Płocku, wzniesionej przez Aleksandra z Malonne, brata wrocławskiego biskupa. Długość katedry wynosiła wówczas 48,5 m, zaś szerokość 24,5 m. Z budowli tego okresu w Muzeum Archidiecezjalnym przechowywane są liczne fragmenty, a pod posadzką prezbiterium zachowały się pozostałości krypty.

### IV katedra

#### Korpus gotycki
W następnych dziesięcioleciach nastąpiła realizowana w kilku etapach gotycka przebudowa. W latach 1244–1272 biskup Tomasz I rozbudował katedrę od wschodu o prosto zamknięty ceglany chór z obejściem w stylu wczesnego gotyku katedralnego, nad narożami obejścia ulokowano dwie niewielkie wieże, które pozostały nieukończone do dziś. Elewacja wschodnia otrzymała wielkie okno przeźroczowe, ponadto w szczycie ulokowano okno poddasza. Prezbiterium nakryto sklepieniami sześciodzielnymi.
Około roku 1315 biskup Henryk z Wierzbna zaczął od strony wież budować nową gotycką nawę. Budowę kontynuował biskup Nanker i ukończył ją około 1349 roku biskup Przecław z Pogorzeli, budując od zachodu nawę główną i od południowego wschodu zakrystię w stylu gotyku redukcyjnego. Nowe nawy zaczęto budować od zachodu, otaczając murami stare nawy romańskie, popełniono jednak błąd i oś nawy głównej przesunięta jest od osi prezbiterium o kilkanaście centymetrów, co jest widoczne do dziś w postaci uskoku w południowej zewnętrznej ścianie katedry. Kolejnym etapem była ulokowana za obejściem kaplica Mariacka, zwana też małym chórem, dzieło mistrza Pieszki z lat 1354–1368. Z kolei kaplice boczne i górne kondygnacje wieży północno-zachodniej wraz z hełmem powstały w XV wieku. Wieżę południowo-zachodnią zbudowano tylko do wysokości czterech kondygnacji. Ostatnie przęsło nawy głównej katedry, powstałe w miejscu dawnego romańskiego transeptu, jest dwukrotnie szersze. Przęsło to nakryto asymetrycznym sklepieniem złożonym z trzech trójpromieni, na wzór podobnego przęsła ołtarzowego z katedry w Krakowie. W 1517 roku biskup Jan Turzo ufundował nowy portal zakrystii, uważany za pierwsze dzieło renesansu na Śląsku.

#### Przebudowy renesansowe i barokowe
19 czerwca 1540 pożar strawił dach, dzwony i hełm wieży północnej. Hełm odbudowano go 16 lat później, ale już w stylu renesansowym; identyczny hełm uzyskała podwyższona w latach 1568–1580, lecz zbudowana w uproszczonych formach wieża południowa. Poważnymi zmianami w architekturze katedry były likwidacja uszkodzonej w pożarze ozdobnej balustrady osłaniającej rynnę dachową i podwyższenie o około metr murów prezbiterium, przez co zrównały się wysokością z nawą. We wnętrzu chóru wykonano w tynku nową renesansową dekorację. W 1633 podczas walk wojsk cesarskich ze Szwedami i wojskami sasko-brandenburskimi spłonęły wieża południowa, południowa część katedry i dach zakrystii. Zniszczenia jednak odbudowano, w 1672 dobudowano barokową kaplicę Najświętszego Sakramentu, a w latach 1680–1700 kaplicę św. Elżbiety, którą ufundował ordynariusz wrocławski kardynał Fryderyk Hessen (potomek świętej). W następnym okresie biskup Franciszek Ludwik Neuburg ufundował (1716-24 według proj. Fischera von Erlach) kaplicę elektorską Bożego Ciała, a w 1749 dziekan kapituły Krzysztof Runnerch kaplicę zmarłych.

#### Restauracje okresu klasycyzmu i historyzmu
Kolejny pożar 9 czerwca 1759 zniszczył hełmy wież wraz z dzwonami, dach nad nawami, zakrystię, mały chór i organy. Zniszczenia stopniowo odbudowywano przez następne 150 lat, wieże otrzymały proste daszki namiotowe, zaś zawalony szczyt zachodni zastąpiono skromniejszym o formach klasycystycznych. W wieku XIX Carl Lüdecke dokonał przebudowy wnętrza katedry i elewacji zachodniej z przedsionkiem w stylu neogotyckim.
Dalsze prace prowadzone były w początku XX w. pod kierownictwem Hugona Hartunga, m.in. uzupełniono zniszczoną w pożarze z 1759 kamieniarkę wieży północno-zachodniej, a skromniejszą do tej pory wieżę południowo-zachodnią ozdobiono w podobny sposób. W latach 1912 i 1922 wzniesiono nowe hełmy, z czego późniejszy z nich, południowy, projektu Josepha Ebersa, otrzymał formy silnie uproszczone.
Biskupstwo wrocławskie w 1930 roku zostało podniesione do rangi arcybiskupstwa i metropolii, a katedra stała się archikatedrą. Ponowna renowacja w latach 30. prowadzona przez Günthera Grundmanna doprowadziła do skucia polichromii i likwidacji neogotyckiego gzymsu w chórze.

#### Zniszczenia i odbudowa powojenna
Piętnaście lat później, podczas oblężenia przez Armię Czerwoną twierdzy Wrocław, uległo zniszczeniu aż 70% katedry. Zrujnowane zostały hełmy, dachy, sklepienia głównej nawy, spłonęły organy i część malowideł. Zniszczeniu uległy również stalle i częściowo renesansowy, srebrny ołtarz główny ufundowany przez arcybiskupa Andreasa Jerina, autorstwa Paula Nitscha (ocalały z niego wszystkie figury świętych i Chrystusa na krzyżu, medaliony, a także część malowideł, od 1945 r. przechowywane są w skarbcu katedralnym). Część zachowanego wyposażenia wywieziono. Wstępna odbudowa pod kierownictwem architekta Marcina Bukowskiego trwała do 1951 r., kiedy 29 lipca prymas Polski Stefan Wyszyński dokonał ponownego poświęcenia archikatedry.
W następnych latach trwał proces odbudowywania archikatedry i uzupełniania jej wyposażenia. Do świątyni przeniesiono późnogotycki pentaptyk z Lubina, który stał się ołtarzem głównym, stalle z katedry św. Wincentego, ocalałą część organów z Hali Stulecia (obecnie organy katedralne mają 151 głosów i są największe w Polsce) i obraz Matki Bożej (tzw. Madonna Sobieska) z Międzylesia. Od 1968 r. prowadzono drugi etap konserwacji architektury zewnętrznej, rekonstrukcję pokrycia dachów, kaplic, dokończenie konserwacji wnętrza. Przebudowano też szczyt zachodni, opierając się na poczynionych w toku prac konserwatorskich odkryciach, jak również odsłonięto zamurowane wschodnie okno dachowe. Przez wszystkie te lata obie wieże katedry zwieńczone były płaskimi, pozbawionymi hełmów dachami, częściowo porośniętymi darnią. Dopiero w 1985 roku kardynał Henryk Gulbinowicz zgodził się zaakceptować projekt nowych hełmów, zaproponowany przez architekta prof. Edmunda Małachowicza. Projekt ten uzyskał formalną akceptację służb miejskich trzy lata później i dopiero wówczas proboszcz katedry, ksiądz infułat Adam Drwięga mógł zlecić ich wykonanie. 14 sierpnia 1991 r. ustawiono oba siedemnastotonowe hełmy na wieżach katedry. Każdy z nich ma 37 m i od tej pory obie wieże mają po ok. 97 m wys. W wieży północno-zachodniej wbudowano windę umożliwiającą wjazd na galeryjkę widokową wokół hełmu.

Katedra św. Jana Chrzciciela we Wrocławiu

Podczas pielgrzymki papieża Jana Pawła II do Polski 31 maja 1997 r. odbyła się we wrocławskiej archikatedrze uroczystość koronacji obrazu „Matki Bożej Sobieskiej”, przywiezionego tu w latach 50.

## Architektura i wyposażenie
Obecna katedra jest trójnawową gotycką orientowaną bazyliką z otoczonym obejściem (ambitem) i czworobocznie zakończonym chórem o długości 98 m  i szerokości 44,5 m. Zarówno zachodnia, jak i wschodnia elewacja flankowane są wieżami, z czego wschodnie od późnego średniowiecza pozostają nieukończone.
Katedra posiada trzy wejścia: główne, od zachodu, prowadzące przez domek portalowy oraz dwa boczne, od północy i południa.

### Dachy
Nawa główna i prezbiterium posiadają jednolity, wspólny dach dwuspadowy. Współczesna więźba dachowa korpusu katedry zbudowana została w latach 1947–1948 w konstrukcji stalowej, w miejsce zniszczonej dwukondygnacyjnej więźby o leżących słupach w dolnej i wieszarze w górnej kondygnacji. Początkowo w toku odbudowy pokryto dach z braku innego materiału dachówką korytkową. Obecnie dach jest pokryty blachą miedzianą pochodzącą z renowacji z końca lat 60. Poddasze posiada po trzy lukarny na każdą z połaci oraz wielkie okno w szczycie wschodnim, zrekonstruowane w toku prac z lat 1971–1972.
Nawy boczne i chór cesarski kryte są dachami jednospadowymi, również pokrytymi miedzią, zaś wschodnie wieże stromymi dachami czterospadowymi z krótką kalenicą.

### Prezbiterium i ambit

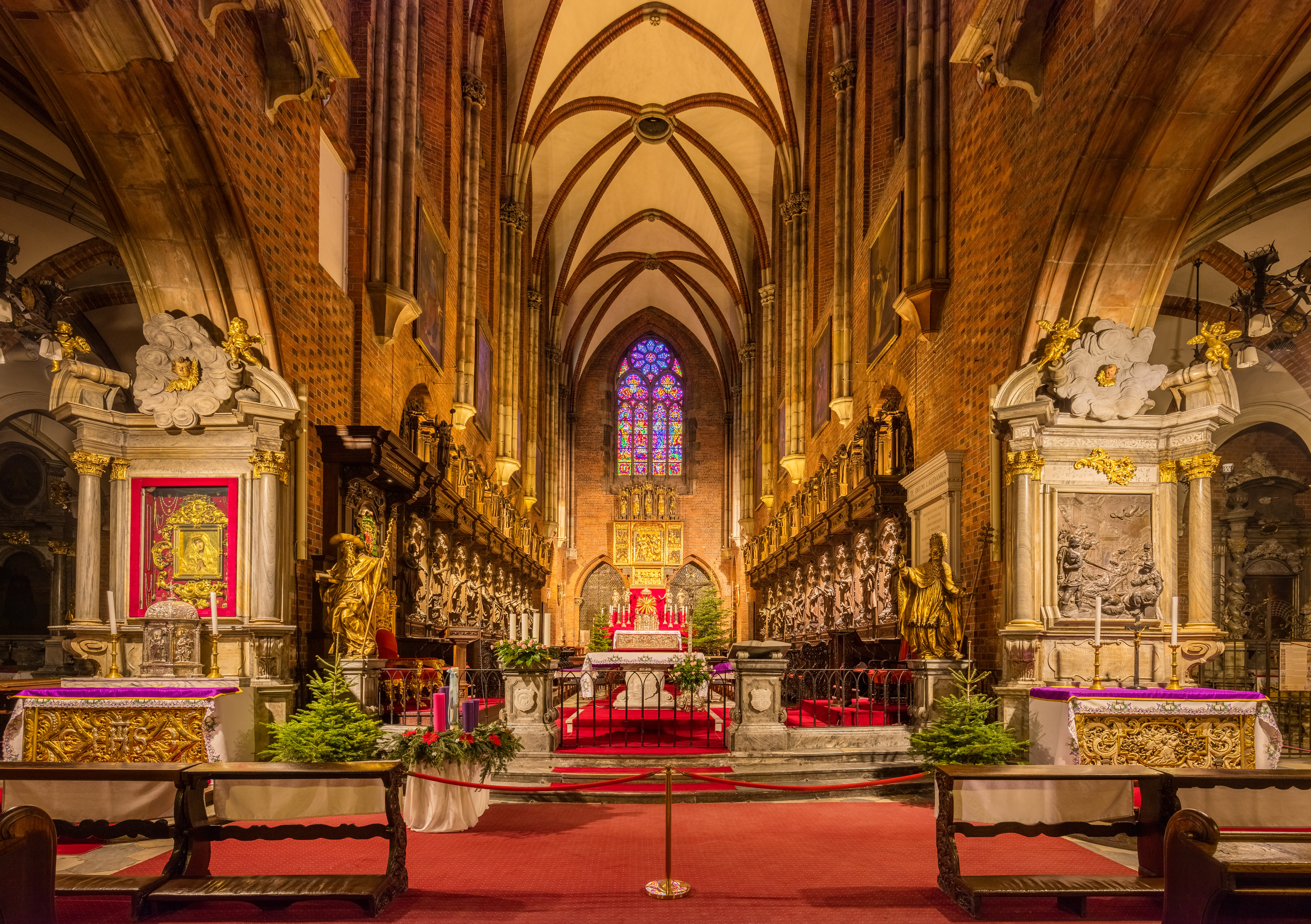
Barokowe stalle pochodzące z katedry św. Wincentego po 1945 r.

Architektura sześcioprzęsłowego chóru nawiązuje do gotyku katedralnego i posiada silnie wertykalną artykulację wnętrza. Konsole, na których opierają się zawieszone służki, mają nowoczesną silnie uproszczoną postać i pochodzą z lat 30. XX w. Chór sklepiony jest trzema sklepieniami sześciodzielnymi, zaś obejście sklepieniami krzyżowo-żebrowymi. Marmurowa posadzka chóru uniesiona jest o trzy stopnie w stosunku do nawy, wschodnie, mieszczące ołtarz przęsło o dalsze cztery. Ołtarz „Zaśnięcia Panny Marii” umieszczony po II wojnie światowej we wrocławskiej katedrze jest późnogotyckim pentaptykiem z 1522 i pochodzi z lubińskiego kościoła Matki Boskiej. Obecnie w kolegiacie Świętego Krzyża i św. Bartłomieja. Od XVI w. głównym ołtarzem był manierystyczny ołtarz figuratywny ufundowany przez biskupa Jerina. Od grudnia 2019 znowu jest ołtarzem głównym. Barokowe stalle z lat 1662–1665 autorstwa Franza Motsa i Franza Zellera pochodzą z kościoła św. Wincentego. Wysokie i ciężkie stalle z licznymi płaskorzeźbionymi przedstawieniami prawie całkowicie zasłaniają otwarte w kierunku ambitu arkady. W oknach znajdują się powojenne witraże projektu polskich plastyków, m.in. Zygmunta Acedańskiego, Ireny Nowakowskiej-Acedańskiej, Stanisława Pękalskiego, Antoniego Michalaka.
Pod arkadami dzielącymi ambit od chóru zbudowano dostępne z ambitu konfesjonały, dostawione do tylnych ścian stalli. Obejście posiada bogatą dekorację kamieniarską kapiteli i zworników z przedstawieniami figuralnymi i herbami. Ponadto zwraca uwagę portal łączący południową część ambitu z zakrystią, stanowiący jedno z pierwszych dzieł renesansu na Śląsku, po zniszczeniach wojennych zrekonstruowany z wykorzystaniem dużej części oryginalnych fragmentów. Ambit odgrodzony jest od naw bocznych kratą i tylko w ograniczonym stopniu dostępny dla zwiedzających.

### Nawy

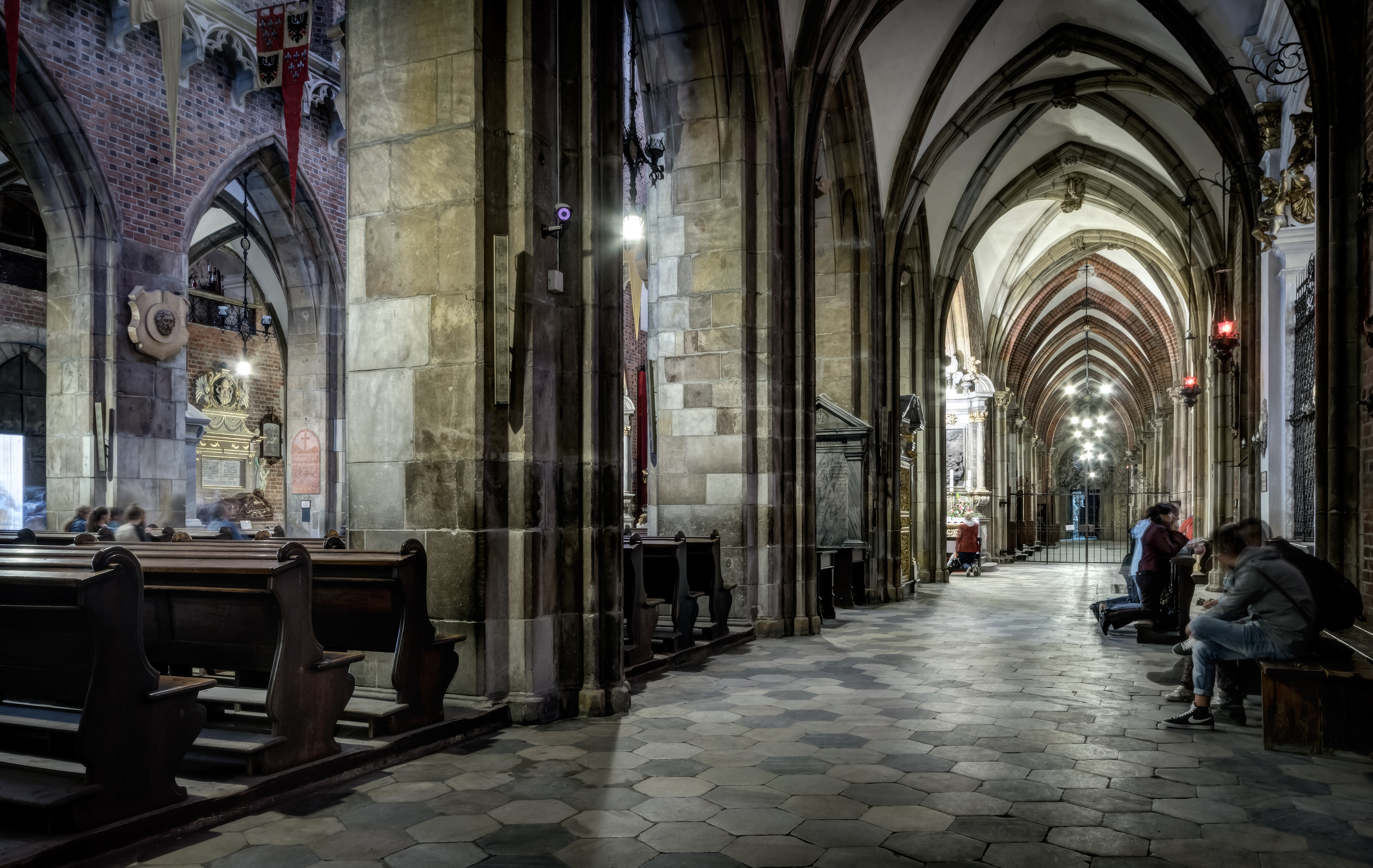
Nawa boczna w kierunku ambitu

Nawa główna oddzielona jest od prezbiterium wyraźnie zaznaczonym łukiem tęczowym. Jej architektura zrywa zdecydowanie z formami prezbiterium, przyjmując bardziej statyczną estetykę ceglanego gotyku redukcyjnego. Posiada sześć przęseł (oraz jedno przęsło między wieżami zachodnimi), z czego położone najdalej na wschód ma podwójną szerokość i jest zapewne reminiscencją wcześniejszego romańskiego transeptu. Nie jest jasne, czy pierwotne plany gotyckiej rozbudowy przewidywały budowę transeptu. Przerwany raptownie rytm służek prezbiterium świadczy raczej o pierwotnym planie kontynuacji jego form w kierunku zachodnim. Między wschodnimi bardzo masywnymi filarami omawianego przęsła znajdowało się w późnym średniowieczu trójprzęsłowe lektorium, być może dwukondygnacyjne, które oddzielało nawę od prezbiterium. Lektorium to wyburzono w końcu XVI w. lub w 1605. W północnej ścianie katedry wyeksponowano w toku prac konserwatorskich dawne wejście na galerię lub górną kondygnację lektorium.
Elewacja wewnętrzna nawy głównej podzielona jest na dwie kondygnacje, stanowiące silny akcent horyzontalny szerokim gzymsem opartym na konsolach, niektórzy badacze dopatrują się w nim galeryjki posiadającej pierwotnie balustradę, co przez innych jest ze względu na jego zbyt małą do tego celu szerokość kwestionowane. Okna nawy są większe niż w prezbiterium, jednak po północnej stronie duża ich część zasłonięta jest przez dach chóru cesarskiego. W nawie głównej nie ma służek, zaś obecne powojenne sklepienie powtarza bezżebrową formę renesansowego sklepienia krzyżowego (określanego też jako kolebkowe z lunetami) z 1540, zbudowanego w miejsce wcześniejszych sklepień gotyckich i opartego na ich profilach przyściennych. W położonym najdalej na zachód przęśle znajduje się empora organowa, zbudowana po wojnie w miejscu wcześniejszej.

### Kaplice

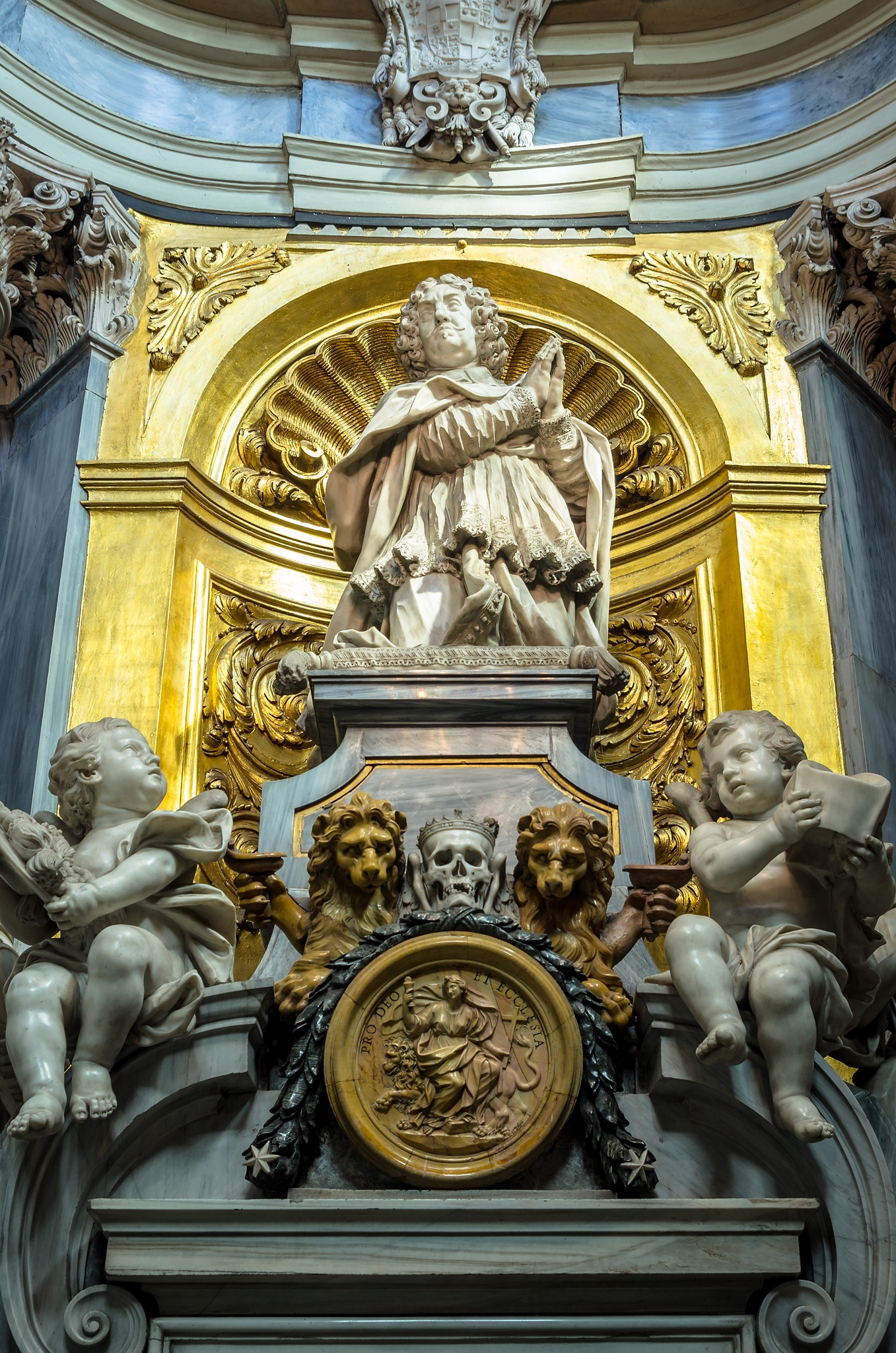
Fragment grobowca kardynała Friedricha von Hessen w kaplicy św. Elżbiety

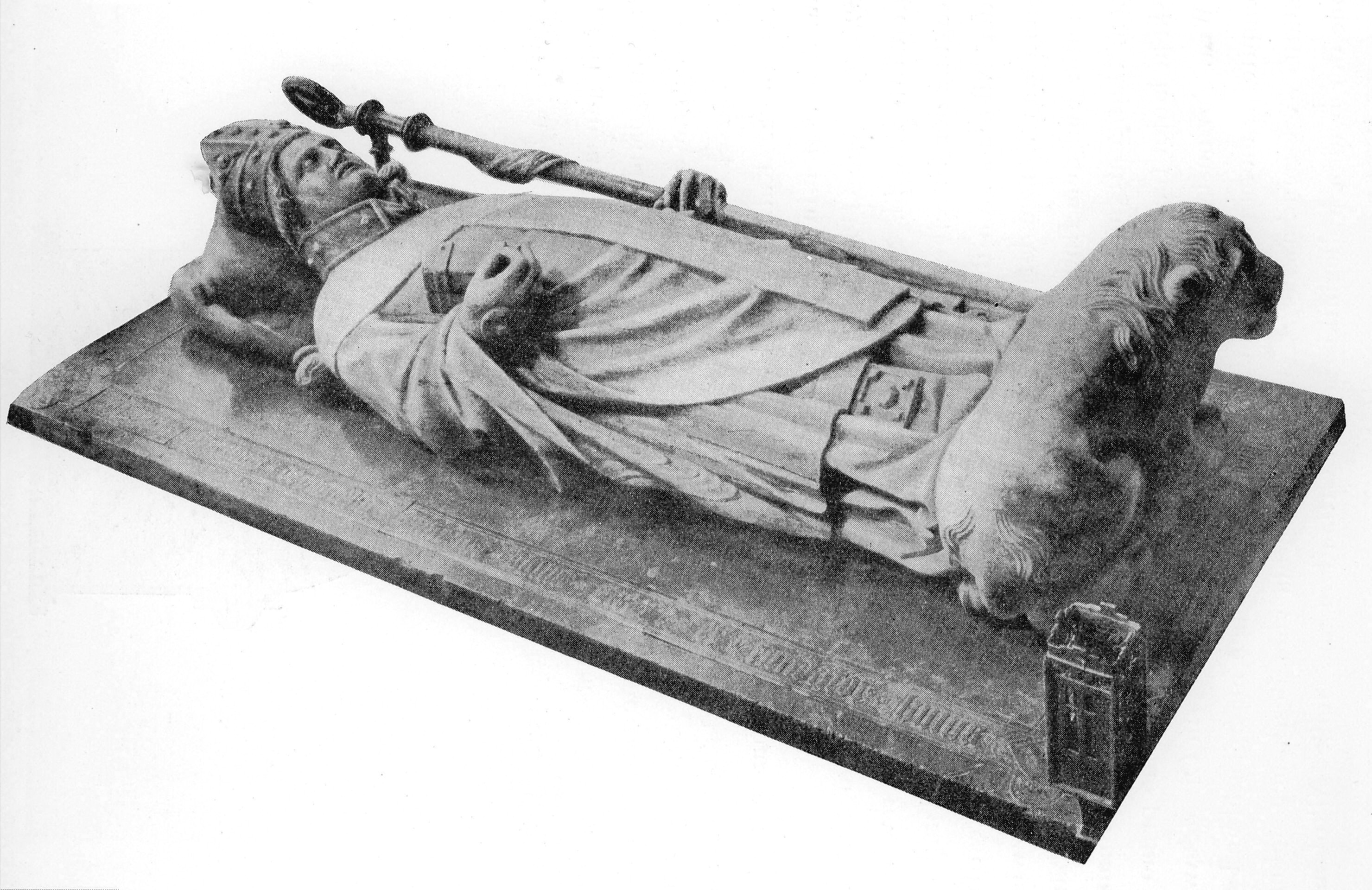
Płyta nagrobna biskupa Przecława z kaplicy Mariackiej

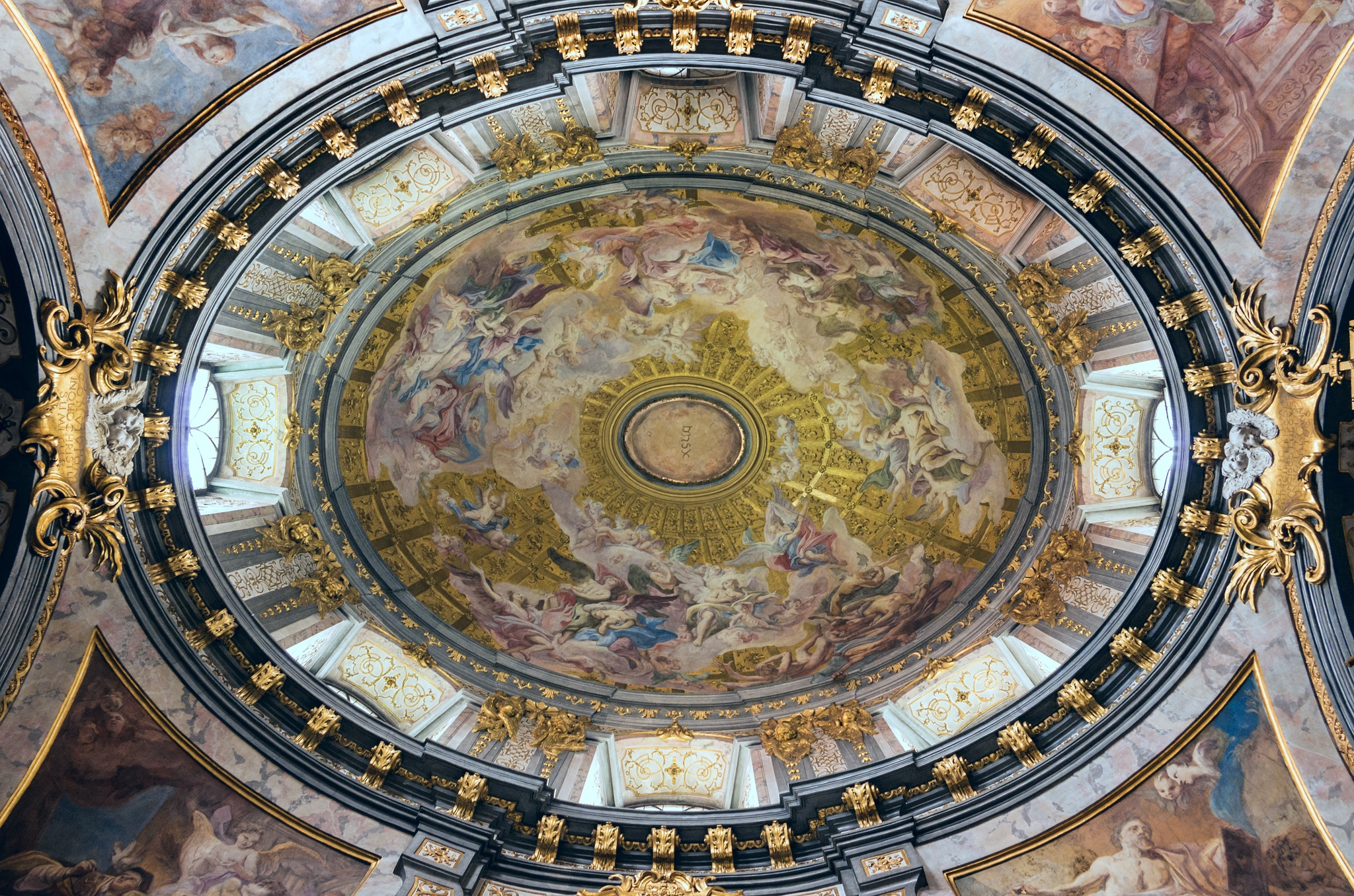
Kaplica elektorska Bożego Ciała – malowidła na sklepieniu

Katedra otoczona jest wieńcem kaplic pochodzących w większej części z okresu gotyku. Posiada ponadto cztery różnej wielkości kaplice barokowe. Elewacje wszystkich barokowych kaplic poddano w 1997, przed kongresem eucharystycznym w 1997 i obchodami roku jubileuszowego 2000 renowacji, nadając im intensywne barwy, zbliżone do tych, jakie posiadały pierwotnie.
Warto wyróżnić następujące wielkie kaplice archikatedry;
- kaplice położone na wschód od chóru:
  - Kaplica św. Elżbiety przylegająca od wschodu do wieży południowo-wschodniej, barokowa, z lat 1682–1700. Została ufundowana przez biskupa wrocławskiego kardynała Fryderyka Heskiego, jej autorem jest włoski architekt Giacomo Scianzi. Kaplica posiada własną zakrystię przyległą od wschodu, nakrytą pulpitowym daszkiem oraz wyodrębnione prezbiterium zwrócone na południe. Nawa przekryta jest kolebką, a w środkowej części kopułą z latarnią ustawioną na bębnie o eliptycznym rzucie. W kaplicy znajdują się nagrobek fundatora (po stronie północnej) i ołtarz z rzeźbą św. Elżbiety (po stronie południowej). Ściany pokryte są freskami autorstwa Andrzeja Kowalskiego przedstawiającymi sceny z życia patronki. Nad wejściem do kaplicy jest umieszczone popiersie jej fundatora pochodzące z pracowni Berniniego.
  - Kaplica Mariacka na osi katedry, a zatem na przedłużeniu chóru, przylega do dwóch przęseł obejścia. Ta gotycka kaplica, określana niekiedy jako mały chór z lat 1354–1365, ufundowana została przez biskupa Przecława z Pogorzeli i zaprojektowana przez muratora Pieszkę jako kaplica kolegium mansjonarskiego. Kaplica jest jednonawowa, dwuprzęsłowa z wydzielonym węższym czworobocznym również dwuprzęsłowym prezbiterium. Zachodnie przęsło prezbiterium sklepione jest krzyżowo, pozostałe przęsła posiadają sklepienia pięciopodporowe. W kaplicy znajdują się tumba fundatora, a ponadto nagrobek biskupa Jana IV autorstwa Petera Vischera starszego z 1503 oraz liczne epitafia. Główny ołtarz kaplicy jest barokowy i zawiera kopię obrazu Matki Boskiej Częstochowskiej.
  - Kaplica Elektorska lub Bożego Ciała przylegająca do wieży północno-wschodniej, barokowa, z lat 1716–1724. Kaplicę ufundował na swe mauzoleum biskup Ludwik Franciszek von Pfalz-Neuburg, który będąc jednocześnie biskupem Trewiru i Moguncji należał do elektorów Rzeszy Niemieckiej – stąd nazwa kaplicy. Projektantem był znany wiedeński architekt Johann Bernhard Fischer von Erlach. Dekorację malarską wykonał Carlo Carlone, prace rzeźbiarskie są dłuta Ferdinanda Maximiliana Brokoffa. Kaplica ta stanowi pendant do kaplicy św. Elżbiety, jej prezbiterium skierowane jest na północ. Także ta kaplica posiada kopułę z latarnią osadzoną na bębnie o eliptycznym rzucie. W kaplicy pochowano Marię Kazimierę Sobieską, wnuczkę Jana III Sobieskiego.
  - Kaplica św. Jana Chrzciciela z 1408, przebudowana później na mauzoleum biskupa Jana Turzona, przylega do północno-wschodniej wieży od północy. Z renesansowego nagrobka Turzona, obejmującego niegdyś również tumbę z baldachimem, zachowała się tylko płyta z pełnopostaciową rzeźbą przedstawiającą biskupa.
- kaplice przyległe do naw bocznych:
  - Kaplica św. Kazimierza (dawniej św. Leopolda), przy szóstym (szerszym) przęśle południowej nawy, gotycka, z XV w. Niegdyś mieściła gotycki ołtarz z 1468, ufundowany przez kanonika Petera von Wartenberga, po wojnie wywieziony do Muzeum Narodowego w Warszawie[12]. Na murze epitafia ks. infułata Karola Milika, kardynała Bolesława Kominka, bp Wincentego Urbana oraz kard. Adolfa Bertrama[15].
  - Kaplica Zbawiciela, używana obecnie jako kaplica sakramentu, przy czwartym przęśle południowej nawy, barokowa[16]. Powstała w latach 1671–1672 na zlecenie kanonika Johanna Jacoba Brunettiego wedle projektu Carla Rossiego. Sztukaterie wykonał Domenico Antonio Rossi. Niewielka kaplica nakryta jest kopułką z latarnią, posadowioną na pendentywach bez bębna. We wnętrzu znajdują się epitafia fundatora oraz jego brata, biskupa Johanna Brunnetiego, sufragana wrocławskiego w latach 1693–1703.
  - Kaplica Zmartwychwstania lub Zmarłych przy trzech zachodnich przęsłach północnej nawy bocznej, dostępna z drugiego przęsła nawy, barokowa, z 1749. Jej fundatorem był Johann Christoph von Rummerskirch, zaś budowniczym zapewne[według kogo?] Bartholomäus Wittwer.
  - Kaplica św. Andrzeja (nie istnieje), gotycka z roku 1464, na piętrze południowo-zachodniej wieży, zniszczona w 1759. Kaplica ta o bogato dekorowanym sklepieniu miała bezpośrednie połączenie z pałacem biskupim mostkiem nad ulicą. Pozostałości kaplicy zostały całkowicie zniszczone w czasie II wojny światowej.

### Dzwony

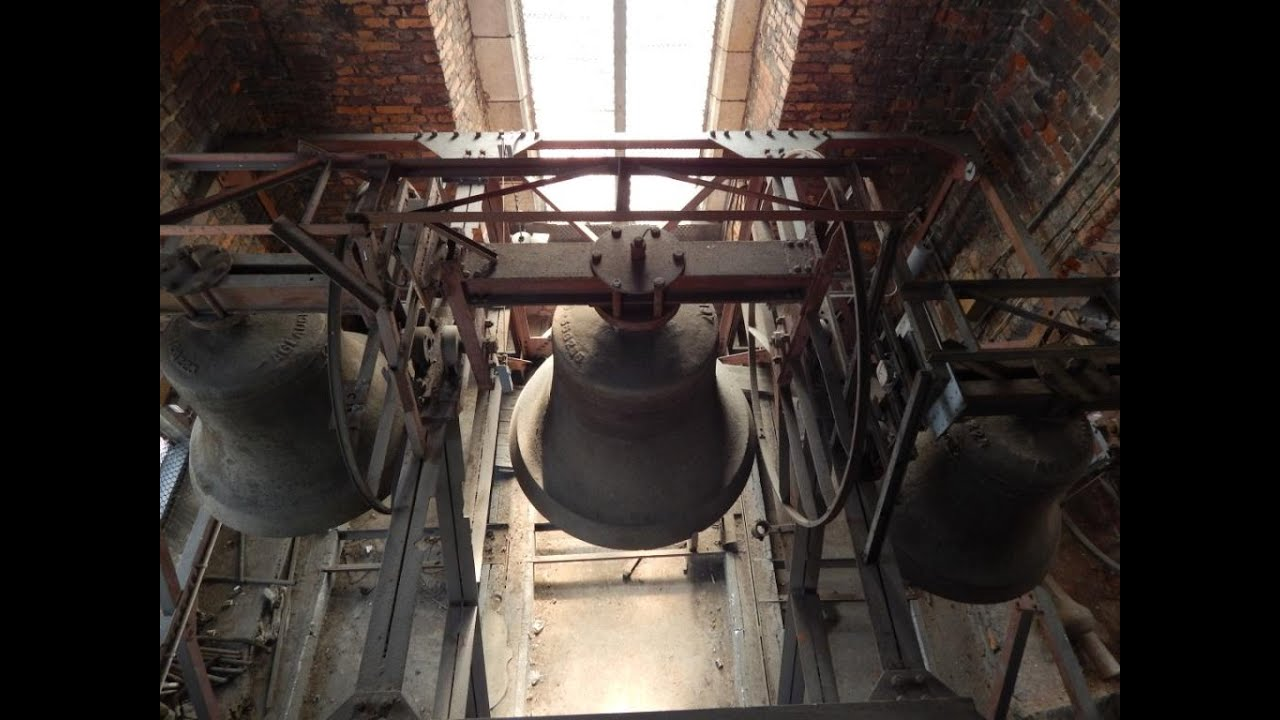
Trzy z czterech dzwonów

Katedra posiada 4 staliwne dzwony. Przed 1951 rokiem wisiały na dzwonnicy dawnego kościoła św. Trójcy w Lubaniu – tzw. Wieży Trynitarskiej, która jest pozostałością tej świątyni. Znajdują się w południowej wieży katedry. Największy z dzwonów umieszczony został samotnie na trzeciej kondygnacji. Inskrypcja na jego płaszczu tego dzwonu jest następująca: PSALM 130 v 1 – „Z głębokości wołam do Ciebie, Panie” - za Biblią Tysiąclecia. W dolnej partii płaszcza dzwon nosi ślad kuli z broni maszynowej, pochodzący z okresu bitwy o Lubań.
Pozostałe trzy dzwony zawisły na czwartej kondygnacji. Najmniejszy z nich nosi nazwę MATTHEUS 7 v 7 „Proście a będzie wam dane, szukajcie a znajdziecie, kołaczcie a otworzą wam”. Środkowy, jako największy z nich, posiada napis: PSALM 103 v 1 „Błogosław duszo moja Pana”. Skrajny zaś, PSALM 90 v 17 „a dobroć Pana Boga naszego, niech będzie z nami. I wspieraj pracę rąk naszych, wspieraj dzieło rąk naszych”. Na głowie każdego nich widnieją napis LAUBAN 1921 i przytoczony powyżej cytat biblijny.
Dzwony napędzane są mechanicznie, w 2018 roku otrzymały nowe napędy. O godzinie 12:00 chwilę po kurancie rozlega się dźwięk najmniejszego z dzwonów. Wszystkie odzywają się odświętnie oraz na pogrzeby.
|                  | Waga     | Ton uderzeniowy | Rok odlania | Odlewnia                                 |
| ---------------- | -------- | --------------- | ----------- | ---------------------------------------- |
| Mały dzwon       | ~600 kg  | ais’            | 1921        | Mitteldeutsche Stahlwerke Lauchhammer AG |
| Średni dzwon     | ~850 kg  | gis’            | 1921        | Mitteldeutsche Stahlwerke Lauchhammer AG |
| Duży dzwon       | ~1400 kg | f’              | 1921        | Mitteldeutsche Stahlwerke Lauchhammer AG |
| Największy dzwon | ~2500 kg | cis’            | 1921        | Mitteldeutsche Stahlwerke Lauchhammer AG |

### Organy

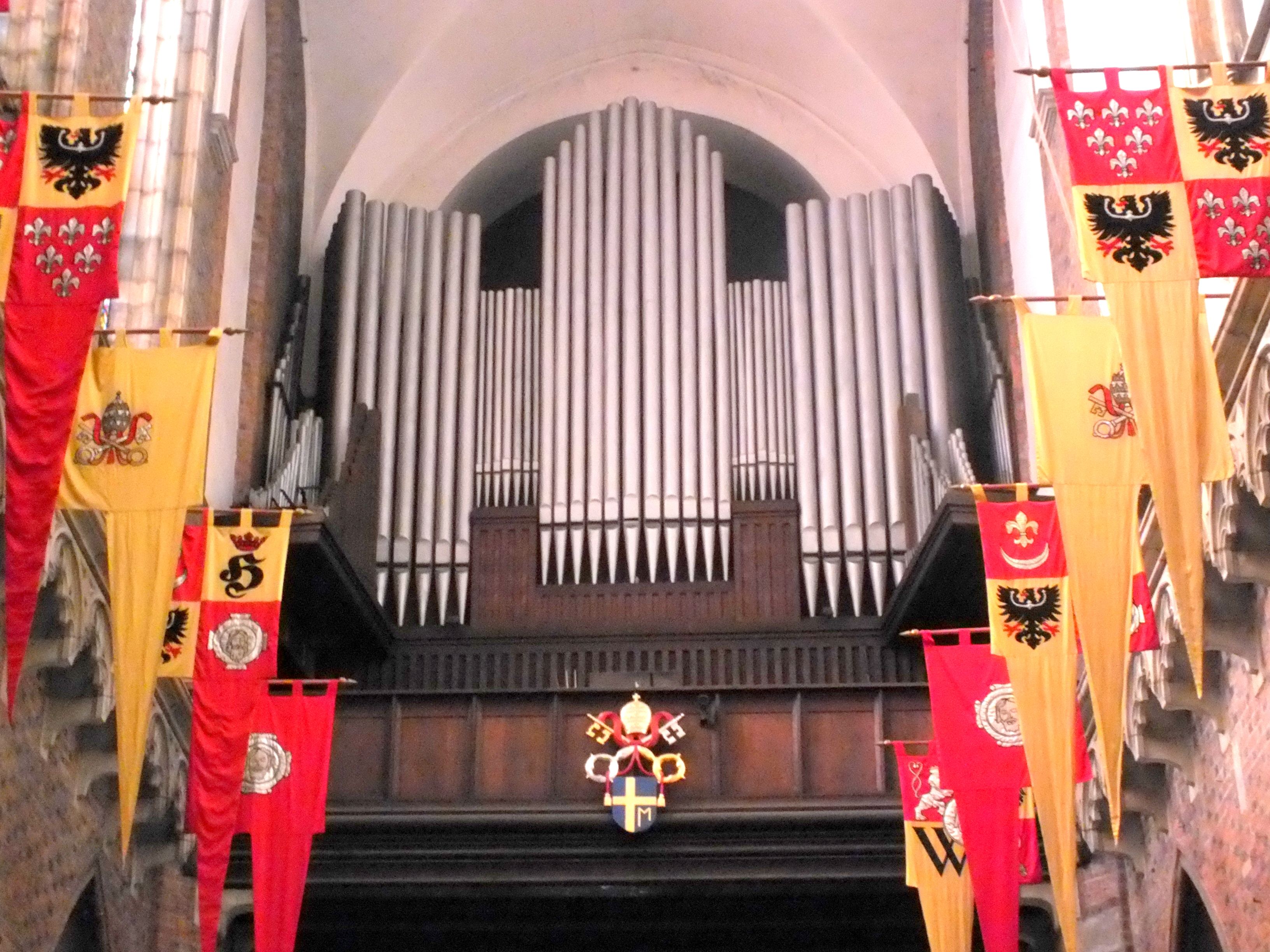
Organy z 1937 r. z Hali Stulecia

Obecne organy katedry to instrument pierwotnie wybudowany w 1913 r. w Hali Stulecia. Zaprojektowano go w duchu epoki, czyli jako instrument symfoniczny, mający swym brzmieniem, masą dźwięku i bogactwem barw być odpowiednikiem wielkiej orkiestry symfonicznej. Projekt dyspozycji, czyli zestawu głosów, wykonał prof. Karl Straube z Lipska. Budowę zlecono przedsiębiorstwu Wilhelm Sauer, Inh. Paul Walcker z Frankfurtu nad Odrą. Organy, o numerze opusowym 1160, otrzymały 200 rejestrów (187 głosów realnych, 13 transmisji) rozdzielonych na 5 manuałów i pedał. Były to wówczas największe organy na świecie.
W roku 1937, w związku z Ogólnoniemieckim Festiwalem Śpiewaczym, organy zostały przebudowane przez przedsiębiorstwo „Wilhelm Sauer, Inh. Dr. Oscar Walcker” i rozbudowane do 222 rejestrów według dyspozycji napisanej przez Gerharda Zeggerta, organisty kościoła miejskiego św. Marii Magdaleny. W takim stanie organy trwały do 1945 roku.

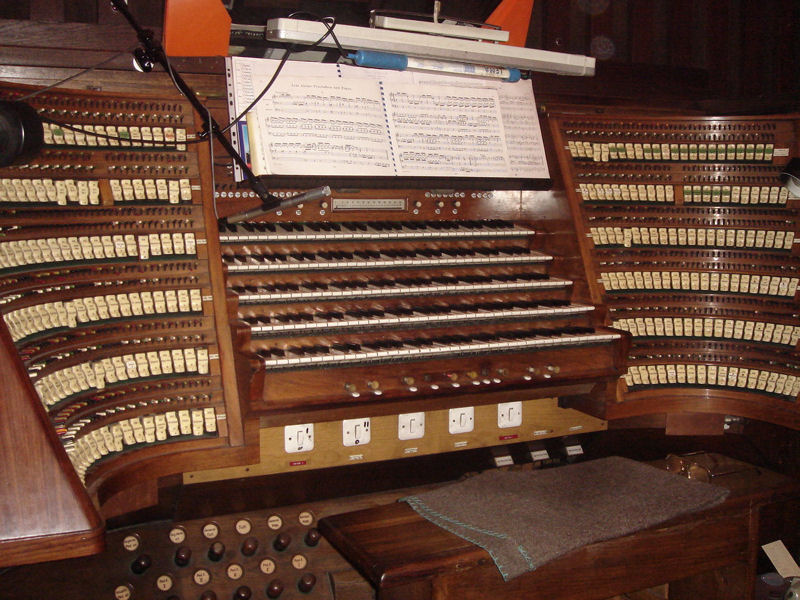
Kontuar organowy

W czasie wojny Hala nie ucierpiała prawie w ogóle. Budynku w żaden sposób nie zabezpieczono i każdy kto chciał, mógł do niego wejść. Organy ulegały dewastacji dokonywanej przez różne osoby, między innymi żołnierzy sowieckich. Prawdopodobnie do Hali wybierali się na szaber organmistrzowie, budowniczowie organów, zniknęło wtedy bowiem 50 cennych głosów językowych. Do uratowania instrumentu i jego demontażu z Hali najmocniej przyczynili się Władysław Oćwieja, późniejszy organista katedralny, oraz ks. inf. Kazimierz Lagosz, administrator archidiecezji. Instrument, z myślą o katedrze, przeniesiono prawdopodobnie do prokatedry, czyli kościoła św. Doroty, Stanisława i Wacława. W 1951 roku powołano komisję, która miała sprawować pieczę nad budową organów katedralnych. W jej skład wchodzili: ks. dr hab. Hieronim Feicht – rektor Akademii Muzycznej we Wrocławiu, ks. Leon Pęcherek – referent ds. muzycznych oraz Władysław Oćwieja. Budowę organów powierzono przedsiębiorstwu Biernackich z Krakowa. Prospekt w duchu modernizmu zaprojektował ówczesny konserwator zabytków Aleksander Krzywobłocki. Pierwszy etap instalacji zakończono 29 lipca 1951 roku i uruchomiono wtedy 50 głosów. Natomiast poświęcenie organów odbyło się 28 września 1952 roku i wówczas instrument miał już 142 głosy. Biernacki włączył także w katedralny instrument części z organów Sauera luterańskiego kościoła Pamięci Króla Gustava Adolfa.
Niedługo po poświęceniu, w 1956 roku, podjęto decyzję o przebudowie instrumentu – nowym organistą katedralnym został tymczasem prof. Romuald Sroczyński. Prace znów powierzono Biernackim z Krakowa. Organy przebudowano, przeintonowano i powiększono o 10 całkowicie nowych francuskich głosów językowych zakupionych w przedsiębiorstwie E. G. Leau z Paryża.
Instrument liczy 151 głosów (124 na emporze, 27 na poddaszu w prezbiterium). W roku 1989 odbył się remont prowadzony przez przedsiębiorstwo braci Broszków i był to ostatni poważny remont tych organów.
1 marca 2024 roku ks. proboszcz Paweł Cembrowicz podpisał umowę na generalny remont organów. Wykona go konsorcjum, którego liderem jest Dariusz Zych, właściciel firmy Zych Zakłady Organowe. Remont ten rozpoczął się trzy miesiące później.

#### Dyspozycja
| I. Manuał C-c4 | II. Manuał C–c4 Schwellwerk | III. Manuał C–c4 Schwellwerk | IV. Manuał C–c4 Solo | V. Manuał C–c4 | V. Manuał C–c4 Schwell-Fernwerk | Pedał C-g1 |
| --- | --- | --- | --- | --- | --- | --- |
| Principal 16’ Gedackt 16’ Principal 8’ Salicet 8' Spitzflöte 8’ Querföte 8’ Gedackt 8’ Flauto dolce 8’ Gemshorn 8’ Quintatön 8’ Gedacktquinte 5 1/3’ Octave 4’ Octavflöte 4’ Gemshorn 4’ Rohrflöte 4’ Quinte 2 2/3’ Octave 2’ Spitzflöte 2' Scharffquinte 1 1/3' Sedecima 1' Rauschpfeife 2f. Quintmixtur 3-4f. Scharff 3f. Mixtur 3-4f. Mixtur 4-5f. Trompete 8’ Klarine 4’ | Quintaton 16' Prinzipal 8' Dulciana 8' Grossflöte 8' Traversflöte 8' Fernflöte 8' Bordun 8' Quintaton 8' Octave 4' Octavflöte 4' Dolce 4' Zartflöte 4' Quintaton 4' Quinte 2 2/3' Super Octave 2' Waldflöte 2' Schweizpfeife 1' Sesquialtera 2f. Mixtur 3f. Zimbel 3f. Englisch Horn 8' Obój 4' Glockenspiel, 30 Töne | Nachthorn 16' Prinzipal 8' Gedackt 8' Gamba 8' Vox coelestis 8' Ital. Prinzipal 4' Rohrflöte 4' Nasat 2 2/3' Blockflöte 2' Terz 1 3/5' Quintflöte 1 1/3' Sifflöte 1' Rauschzimbel 2f. Mixtur 4f. Scharff 4f. Vox Humana 8' | Prinzipal 8' Grossflöte 8' Gross Octave 4' Octavflöte 4' Gedackt Pommer 4' Super Octave 2' Flachflöte 2' Róg nocny 1 1/3' Gross Mixtur 4-5f. Trompet 16' Basson 8' Oboe 8' Trompet 4' | Bourdon 16' Prinzipal 8' Gedackt 8' Holzgedackt 8' Quintade 8' Quintaton 8' Viola d’amore 8' Schwebung 8' Prinzipal 4' Blockflöte 4' Flöte 4' Rurflet 4' Rohrquinte 2 2/3' Octave 2' Super Octave 2' Terzflöte 1 3/5' Superquinte 1 1/3' Septime 1 1/7' Schwiegel 1' Acuta 4f. Trompete 8' | Róg nocny 16' Flet łagodny 16' Pryncypał 8' Pryncypałflet 8' Flet 8' Rurflet 8' Gedackt 8' Salicet 8' Oktawa 4' Flet 4' Blockflet 4' Kwinta 2 2/3' Rurkwinta 2 2/3' S. Oktawa 2' Flet 2' Szpicflet 2' Tercja 1 3/5' Superkwinta 1 1/3' Sifflet 1' Scharf III | Principal 32' Kontaviolon 32' Kontrabaß 16' Principal 16' Violon 16' Subbaß 16' Gemshorn 16' Quintbaß 10 2/3' Oktavbaß 8' Violoncello 8' Gemshorn 8' Flötenbaß 8' Gedacktbaß 8' Quinte 5 1/3' Oktave 4' Starkflöte 4' Gemshorn 4' Sesquialtera II Oktave 2' Flachflöte 2' Mixtur 4f. Kornett 4-5f. Kornett 5f. Posaune 16' Bombarde 16' Trompete 8' Klairon 4' Fernpedal Pryncypał 16' Subbaß 16' Oktawbas 8' Oktawa 4' Flautino 2' |

#### Organiści
(lista niepełna)
- Franz Winckler – od 1682 do 1706
- Johann Krause
- Joseph Friedrich
- Joseph Gottwald (ur. 1754, zm. 1833)
- Franz Wolf – do 1842
- Moritz Brosig – od 1842 do 1870
- Adolf Greulich – od 1870 do 1884
- Emanuel Adler (ur. 1845, zm. 1926)
- Günther Nierte – od 1935 do 1945
- Władysław Oćwieja – od 1951 do 1955 (od powojennej konsekracji katedry do swojej śmierci w wieku 37 lat)
- Romuald Sroczyński – od 1955 do 1965
- Ryniewicz – od 1965 do 1966
- Klemens Kamiński – od 1966[23] do 2012[24]
- Maciej Maszkiewski – od 2012[25]
- Jakub Tarka – od 2025

### Upamiętnienia

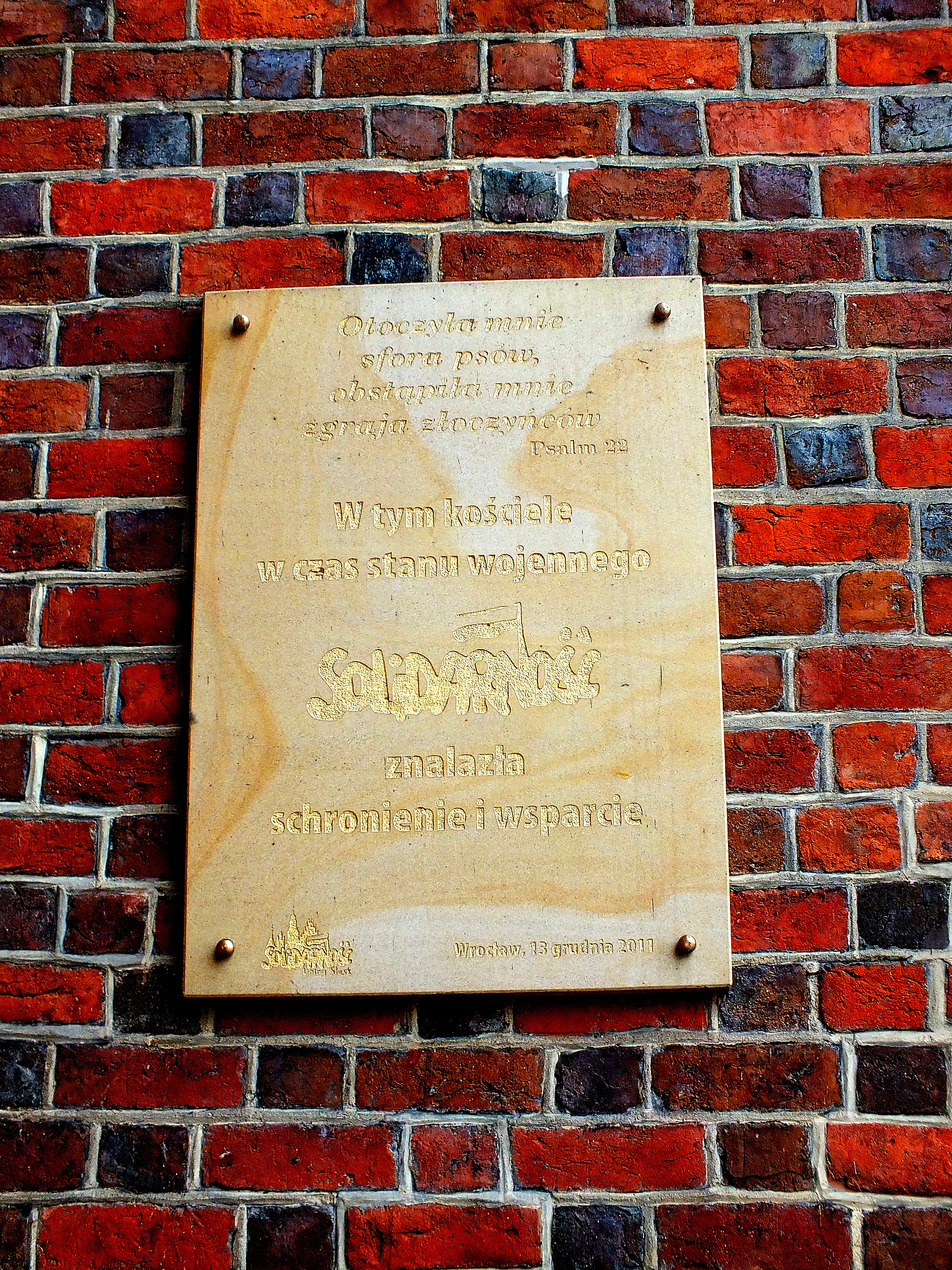

Na murach katedry umieszczono m.in. epitafium bp. Karola Milika, tablice upamiętniające Fryderyka Chopina, NSZZ „Solidarność”. Ponadto, z inicjatywy przesiedlonych na Dolny Śląsk Polaków z Kresów Wschodnich, w kościele ustanowiono tablice upamiętniające żołnierzy Okręgu Lwów Armii Krajowej i Okręgu Wilno Armii Krajowej, a także ofiary Mordu w Czarnym Lesie z 1941.